# Bando kickboxing

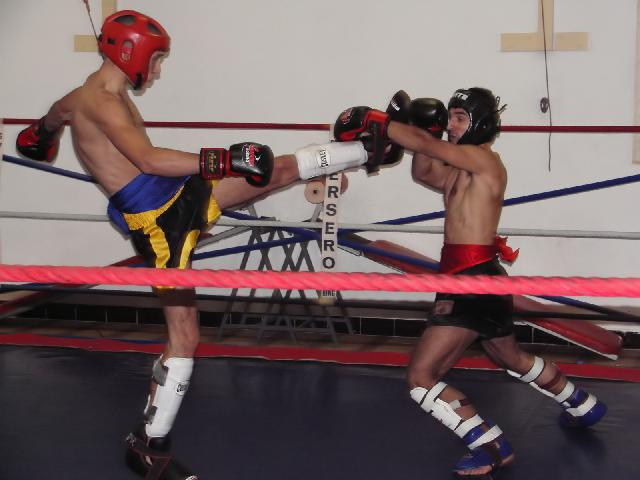
Bando kickboxing (dilettanti)

Bando kickboxing è la forma modernizzata e sportiva del lethwei, soprannominata in Europa "pugilato birmana a quattro armi". Nata in America del Nord all'inizio degli anni '60, questo tipo di scherma dei piedi e dei pugni inguantati in un ring ha dato vita, negli USA degli anni '70, a varie forme di full contact e di kickboxing. Esistono, in competizione, due forme di combattimento: il "bando kickboxing controllato" (light contact) dove i colpi sono trattenuti perfettamente, e il "Bando kickboxing di pieno-contatto" dove i colpi sono portati a piena potenza, destinato agli adulti più esperti. Secondo le età ed il livello tecnico, le regole e le condizioni di competizione sono variabili: in particolare cambiano le tecniche autorizzate e proibite, il tempo di combattimento, il tipo di superficie di combattimento (tappeto o ring) e il portamento di certe protezioni (casco, plastron (pettorina), gambali, pantofole, etc.).

## Vede anche
- Bando, philosophy, principles and practice, M.Gyi, IST edition, 2000
- Burmese bando boxing, M.Gyi, Ed. R.Maxwell, Baltimore, 1978
- Comprehensive Asian Fighting arts, D.F.Draeger and R.W.Smith, E. Kodansha, Tokyo, 1969
- Traditional burmese boxing, Z.Rebac, Ed. Paladin Press, Boulder, 2003